# Beyeria leschenaultii
Beyeria leschenaultii är en törelväxtart som först beskrevs av Dc., och fick sitt nu gällande namn av Henri Ernest Baillon. Beyeria leschenaultii ingår i släktet Beyeria och familjen törelväxter. Inga underarter finns listade i Catalogue of Life.